# Juan de Salaya
Juan de Salaya (Salamanca? c. 1445 - posterior a 1500) fue un astrónomo, filósofo y traductor, catedrático de astrología de la Universidad de Salamanca de 1464 a 1469, que pasó a ocupar la cátedra de Lógica hasta su muerte.

## Biografía
No se tiene mucho conocimiento de detalles de su vida, entró en 1459 como estudiante del Colegio Mayor de San Bartolomé, donde permaneció como colegial hasta 1467, año en que contrajo matrimonio, dando inicio a una saga de “astrólogos bartolomeos” que perduró en la Universidad de Salamanca durante la segunda mitad del siglo XV.
Entre 1464 hasta 1469 ostentó la cátedra de Astrología en la propia Universidad de Salamanca. Dicha Cátedra fue creada en 1490 y regentada inicialmente por Nicolás Polonio y cuando Salaya abandonó la cátedra fue continuada por Diego Ortiz de Calzadilla.
Entre sus constribuciones destacan algunas tablas astronómicas recopiladas en “Tabulae ad meridianum Salmantinum”.
Tratados sobre astrología que continuó posteriormente a su cese como catedrático, por ejemplo unos escritos interpretando dejó la cátedra de astrología en 1469, para pasar a ocupar la cátedra de lógica, sin abandonar por ello la astrología, como lo demostró  al escribir sobre la interpretación de un eclipse de Sol ocurrido en 1478.
En 1481 Juan de Salaya se encargó la traducción al castellano del “Gran Tratado” de Abraham Zacut conocida como “Almanaque Perpetuo” Zacut, que fuera el gran astrónomo de la época,  estaba en aquella época afincado en Salamanca, aunque por su condición de judío no podía acceder a la docencia en la Universidad (estaba prohibido por el Derecho Canónico), lo que no le impidió colaborar en esa traducción con Salaya, del que era amigo.
Además, Salaya publicó en 1502 sus comentarios a la “Physikes Akroáseōs” (Física de Aristóteles), de quien también comentó la obra “Da Caelo” (Sobre el cielo) dedicada a la cosmología y en se 1532 el encargo de revisar la obra “Tratado de la Esphera y el arte de marear” del portugués Francisco Faleiro.
De su vida personal tampoco se conoce mucho, solo que fue cuñado de Nebrija y tuvo 3 hijos entre ellos Sancho de Salaya que seguiría sus pasos en la cátedra de astrología de la Universidad de Salamanca.